# Lewan Eloschwili
Lewan Eloschwili (georgisch ლევან ელოშვილი; * 21. Oktober 1997 in Tiflis) ist ein georgischer Fußballspieler.

## Karriere

### Verein
Eloschwili spielte ab Mai 2013 in Österreich beim KSV Ankerbrot Montelaa. Im Frühjahr 2014 wechselte er zur Kapfenberger SV, wurde jedoch direkt bis Saisonende an den SVA Kindberg verliehen.
Nach seiner Rückkehr kam er für den Kooperationsverein ASC Rapid Kapfenberg in dessen erster und zweiter Mannschaft zum Einsatz.
Im Juli 2016 debütierte Eloschwili für die Zweitmannschaft der Steirer in der Landesliga, als er am ersten Spieltag der Saison 2016/17 gegen den TuS Heiligenkreuz am Waasen in der Startelf stand.
Im Mai 2017 gab er schließlich sein Debüt für die Profis der Kapfenberger in der zweiten Liga, als er am 36. Spieltag jener Saison gegen den Floridsdorfer AC in der 89. Minute für Jewhen Budnik eingewechselt wurde. Nach insgesamt acht Jahren in Kapfenberg und über 100 Zweitligapartien für die Profis wechselte der Georgier zur Saison 2022/23 zum Ligakonkurrenten Grazer AK, bei dem er einen bis Juni 2024 laufenden Vertrag erhielt. Für den GAK kam er zu insgesamt 30 Zweitligaeinsätzen. Mit den Grazern stieg er 2024 in die Bundesliga auf. Daraufhin verließ er die Steirer aber per Vertragsende.
Zur Saison 2024/25 kehrte er dann nach Kapfenberg zurück. Zur Saison 2025/26 wechselte er weiter innerhalb der Liga zu Schwarz-Weiß Bregenz, wo er einen bis 2027 laufenden Vertrag erhielt.

### Nationalmannschaft
Eloschwili spielte zwischen Juni 2017 und Oktober 2018 dreimal für die georgische U-21-Auswahl.

## Persönliches
Der gebürtige Georgier kam in seiner Jugend als Flüchtling nach Österreich.